# Vitár Róbert

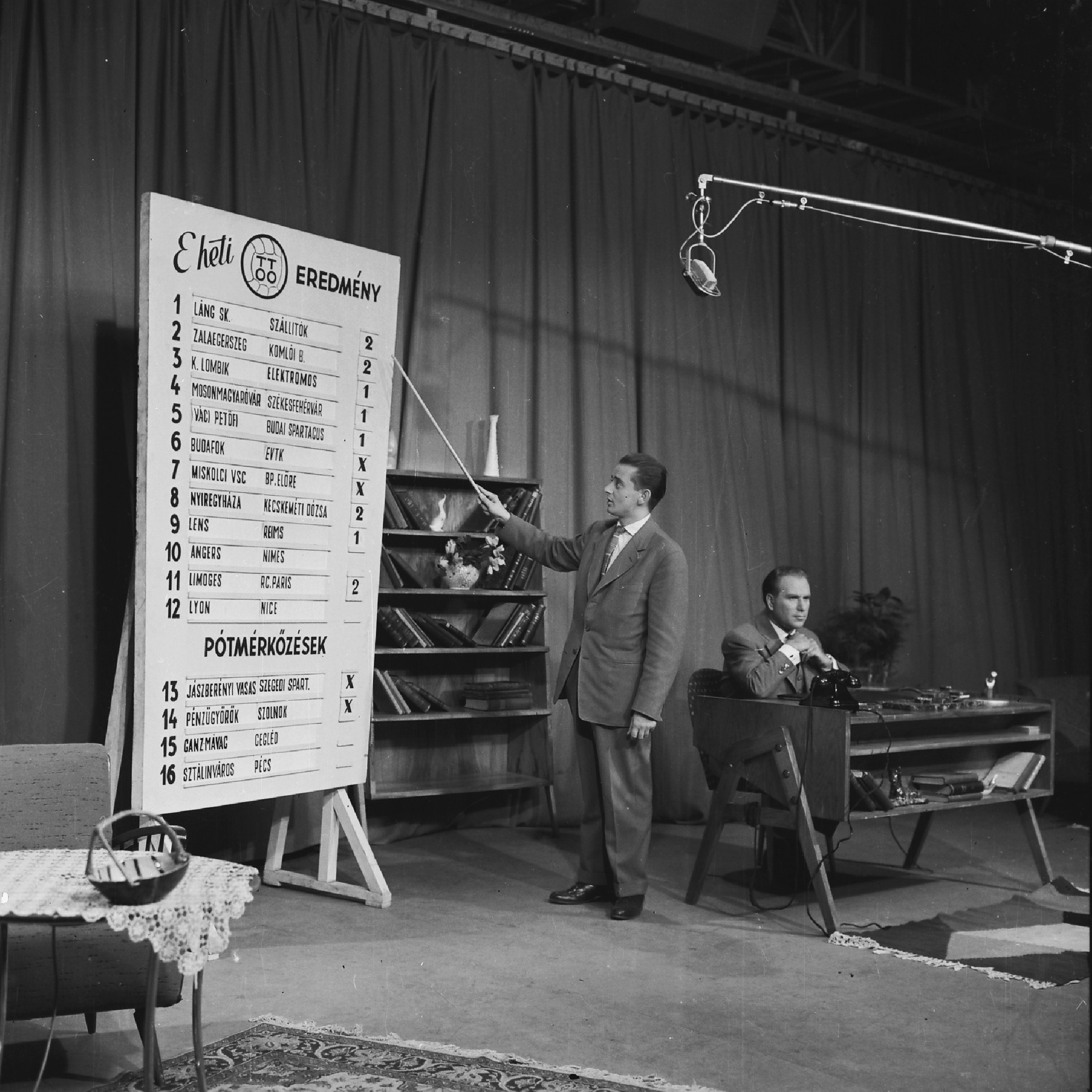
Vitár Róbert az MTV stúdióban

Vitár Róbert (Budapest, 1934. augusztus 29. – Budapest, 2025. március 14. (k. n.)) magyar sportújságíró, sportvezető.

## Életútja
1944 és 1952 között a zuglói Szent István Gimnázium diákja volt. A Pedagógia Főiskola könyvtár szakán diplomázott, majd a Gorkij Könyvtárban dolgozott. 1958-ban került a Magyar Televízióhoz, ahol másfél évig a televízió archívumának, ezt követően a Sportosztály munkatársa volt. 1962 és 1968 között a Medicina Könyvkiadó sportszerkesztőségének a munkatársa, kiadói szerkesztője, 1968 és 1970 között a Lobogó folyóirat sportrovatának a vezetője volt. 1970-ben tért vissza Magyar Televízió Sportosztályára és a Telesporthoz. Munkája jelentős részét a szerkesztés tette ki, de közvetített síugrást, ritmikus gimnasztikát. Négy téli olimpiáról tudósított (1976 Innsbruck, 1980 Lake Placid, 1984 Szarajevó, 1988 Calgary).
A Testnevelési Főiskolán sportszervezői diplomát szerzett. 1980 és 1984 között a Magyar Torna-szövetség (MOTESZ) ritmikus sportgimnasztikai szakbizottságnak elnökhelyettese, majd elnöke volt. 
1996-ban vonult nyugdíjba, de utána még 2002 elejéig az Eurosport munkatársa volt.
1960 és 1973 között Tárnoki László fedőnéven jelentéseket írt az állambiztonság részére.

## Könyvei
- Foglalkozásunk: sportriporter (szerkesztő) Budapest, Sport Kiadó, 1979 ISBN 9632535448
- Tizenegyes!; szerk. Vitár Róbert; Sport, Budapest, 1967
- TeleSport portré avagy Amit a tévében nem mondhattunk el; szerk. Vitár Róbert; Win-Kom, Budapest, 1993

## Díjai, elismerései
- Feleki László-díj (1998)